# Eunidia major
Eunidia major là một loài bọ cánh cứng trong họ Cerambycidae.